# Grandidierella ischienoplia
Grandidierella ischienoplia is een vlokreeftensoort uit de familie van de Aoridae. De wetenschappelijke naam van de soort is voor het eerst geldig gepubliceerd in 2010 door Bochert & Zettler.